# ロルフ＝オーゲ・ベルク
ロルフ＝オーゲ・ベルク（Rolf Åge Berg、1957年4月14日 - ）は、ノルウェーの元スキージャンプ選手、指導者。

## プロフィール
ベルクは1983年12月30日26歳の時にジャンプ週間でスキージャンプ・ワールドカップにデビュー、同シーズンのサラエボオリンピック代表に選ばれ、70m級で5位に入賞した。（90m級では52位と振るわなかった）
以降ワールドカップでは出場数こそ少なかったものの安定して10位以内に入り、1985-1986シーズンにはエンゲルベルクで初勝利もあげ、シーズン総合8位となった。
しかしこの年のスキーフライング世界選手権で大転倒し左膝の靭帯を断裂、この怪我のため現役引退を余儀なくされた。この大会では他にも秋元正博やウルフ・フィントアイゼンらも転倒して大怪我を負っている。
ノルウェー選手権では1984年に70m級で優勝、90m級で2位。1986年に70m級、90m級とも2位になった。
現在はトロンハイムのTrønderhoppスキークラブでコーチをしている。